# Mieux vivre
Mieux vivre est une revue artistique et littéraire française fondée en 1936 par les laboratoires Fluxine fondés par Jean Bonthoux.

## Historique
Jean Bonthoux (1885-1937), pharmacien de Villefranche-sur-Saône, fonde ses laboratoires en 1921, ciblant les femmes, la pharmacologie gynécologique, l'hygiène intime, via une forme de phytothérapie. Son produit phare est un composé, la « Fluxine », censé améliorer la circulation sanguine. En 1934, il se fait construire la villa Eden-Parc, à Villefranche, par l'architecte Léon Weber (1892-1972). En 1936, son produit phare devient la « formule Jacquemaire no 60 » dont il avait racheté les droits en 1935. C'est pour promouvoir ce produit qu'il fonde Mieux Vivre qui contient d'ailleurs de nombreuses pages publi-rédactionnelles.
Le premier numéro sort en janvier 1936, est se présente comme une revue artistique mensuelle : elle est proposée gratuitement aux médecins, aux pharmaciens. Y collaborent des écrivains renommés (Colette, Georges Duhamel, Francis Carco, Marcel Aymé, Paul Léautaud, etc.) et des photographes contemporains (Brassaï, André Kertész, René Zuber, Ylla, Roger Schall, Ergy Landau, etc.) :

« Mieux Vivre rassemble chaque mois les plus jolis documents photographiques parus sur un sujet choisi parmi les plus heureux de notre existence. Mieux Vivre voudrait rendre la vie plus douce, plus aimable, plus souriante, plus lumineuse et plus apaisante. »

La collection est dirigée par George Besson. Elle comprend 46 numéros, dont un numéro hors-série. Chaque numéro de vingt-quatre pages est thématique. Les photographies sont tirées en héliogravure chez Braun & Cie à Mulhouse.
Jean Bonthoux meurt en mars 1937, mais la revue poursuit sa parution au moins jusqu'en septembre 1939.

## Inventaire des sommaires
1936 :
- 1. Le ski. Texte de Pierre Scize.
- 2. Manger. Texte de Henri Duvernois.
- 3. Rire. Texte de Gabriel Chevallier. Photographies de Schostal, Sougez, P. Wolff, Hase, R. Zuber, Blanc & Demilly.
- 4. Boire. Texte de Georges Lecomte. Photographies de Blanc & Demilly, Sougez, Pierre-Adam, Elisabeth Hase, Perckhammer, Jean Roubier, Nora Dumas, W. de Poll.
- 5. Partir. Texte d'Élie Faure. Photographies de Paul Schulz, Pierre Betz, W. de Foll (sic. pour de Poll), Nora Dumas, Louis Caillaud, Paul Wolff.
- 6. Pêcher. Texte de Marcel Aymé. Photographies de André Steiner, Delius, Schall, N. Dumas, G. Besson, Sougez, Dumas Satigny.
- 7. L'enfant. Texte de Charles Vildrac. Photographies de Blanc et Demilly, Wolf, André Steiner, Ergy Landau, André Steiner, W. de Poll.
- 8. Le Bain. Texte de Francis Carco.
- 9. Chasser. Texte de Gaston Chérau. Photographies de Ylla, Ergy Landau, Schostal, Schall, Wolff, René Zuber, André Kertész.
- 10. Danser. Texte de George Besson. Photographies d'André Steiner, Nino, Schostal, Schall, Sougez, Pierre Verger.
- 11. Fumer. Texte de Joseph Jolinon. Photographies d'André Kertesz, Blanc & Demilly, Perckhammer, Wolf, Sougez, de Poll, Studio Ylla, Heinrich Hoffmann, Ergy Landau.
- 12. Jardins. Texte de Georges Duhamel. Photographies de G. Noël, E. Hase, Blanc & Demilly, Schostal, P. Wolff, Sougez, Nora Dumas.

- Hors-série. Présentation des 12 fascicules de l'année 1936. Texte de Gabriel Chevallier. Photographies de Blanc & Demilly, E. Michaud, Féher, Sougez, W. Van de Poll, Schostal, Perckhammer, Dr Paul Wolff, Pierre Betz, Paul Schultz, P. Signac, R. Schudel, Pierre Boucher, H. Brandt, A. Zumbuhl.

1937 :
- 1. La musique. Texte d'Émile Vuillermoz. Photographies de Schostal, Vigneau, Sougez, Albin Guillot, Blanc & Demilly, F. Tuefferd, A. Steiner.
- 2. L'auto. Texte de Luc Durtain. Photographies de Schostal, Schall Frères, Van de Poll, Docteur Wolff, Nora Dumas, René Zuber, Pierre Boucher, Perckhammer.
- 3. Peindre. Texte de Van Dongen. Photographies de Claude Renoir, G. Besson, Nora Dumas, André Steiner.
- 4. Le chien. Texte de Gaston Chérau. Photographies de George Besson, Ylla, Docteur Wolff, Andrée Braun, Schostal, Perckhammer.
- 5. Le football. Texte de Joseph Jolinon. Photographies de L. Rubelt, Schostal.
- 6. Le camping. Texte de Gabriel Joseph Gros. Photographies de René Zuber, V. Jiru, Féher, Paul Wolff, Schostal, G. Hase.
- 7. L'avion. Texte d'Elie Faure. Photographies de Docteur Wolff, de Poll, René Zuber, L. Dandrieu
- 8. Le chat. Texte de Paul Léautaud.
- 9. Les vendanges. Texte de C. F. Ramuz. Photographies de Blanc & Demilly, Perckhammer, Nora Dumas, Sougez.
- 10. Les fleurs. Texte de Colette. Photographies de Wolff, A. Besson, Schostal, Sougez, Blanc et Demilly, Hase.
- 11. La ferme. Texte de Maurice de Vlaminck. Photographies de Wolff, George Besson, Nora Dumas, Perckhammer, François Tuefferd.
- 12. Chez soi. Texte de George Besson. Photographies de Sougez, G. Noël, Dr Wolff, Nora Dumas, Ergy Landau, George Besson, Max Del, Pierre Betz.

1938 :
- 1. Les cartes. Texte de Tristan Bernard. Photographies de Blanc & Demilly, Nora Dumas, Jean Roubier, F. Tuefferd, Dr Wolff.
- 2. Le cinéma. Texte de Francis Carco.
- 3. Lire. Texte de Marcel Ray. Photographies de Van de Poll, Nora Dumas, Jean Roubier, Sougez, Dr Wolff, Perckhammer, George Besson.
- 4. Le village. Texte de Marius Mermillon.
- 5. La photographie. Texte de Sougez. Photographies de Sougez, Brassaï, Ergy Landau, Blanc et Demilly, A. Rougier, Jep & Carré, Studio Tronchet, André Steiner, Nora Dumas, Jean Roubier, F. Tuefferd, Perckhammer, René Zuber.
- 6. La ville. Texte de Jean-Richard Bloch. Photographies de Docteur Wolff, Blanc & Demilly, Studio Tronchet, George Besson, Ergy Landau, Brassaï, Jahan, Jean Roubier.
- 7. La bicyclette. Texte de Luc Durtain. Photographies de George Besson, Studio Tronchet, Laslo, Braun, F. Tuefferd, André Steiner, Brassaï, Docteur Wolff, Denise Bellon.
- 8. Le soleil. Texte de Pierre Scize. Photographies de Docteur Wolff, Papillon, André Steiner, Brassaï, Sougez, George Besson, Vals, Alain Duchemin, François Tuefferd.
- 9. La voile. Texte de Bernard Franck. Photographies de Yvon, Brassaï, Dr Wolff, Perckhammer, Alvao, F. Tuefferd, P. Verger, A. Steiner.
- 10. L'eau. Texte de Louis Guilloux. Photographies de George Besson, Papillon, André Steiner, Biju-Duval, Sougez, Jean Frédière, François Tuefferd, Docteur Wolff.
- 11. Dormir. Texte de Henri Wallon. Photographies de Brassaï, Nora Dumas, René Zuber, D. Bellon, Dr Wolff, Papillon, Sougez.
- 12. Écrire. Texte de George Besson. Photographies de Papillon, E. Landau, G. Besson, N. Dumas, P. Verger, N. Dumas, Halsman.

1939 :
- 1. Le cirque. Texte de Tristan Rémy. Photographies de Brassaï, François Tuefferd.
- 2. Le lait. Texte de Pierre Scize. Photographies de Wolff, Denise Bellon, Ergy Landau, Brassaï, Papillon, André Boyer.
- 3. Le music-hall. Texte de Saint-Granier. Photographies de Schostal, Sougez, Studio Liptnitzki, Papillon.
- 4. Sculpter. Texte de Jean Charbonneaux. Photographies de Schostal, Brassaï, Wolff.
- 5. La marche. Texte de Joseph Jolinon. Photographies de Papillon, Ergy Landau, Paul Wolff, Nora Dumas, Geroges Besson, Elisabeth Hase.
- 6. Les boules. Texte de Pierre Guillermet. Photographies de Tabard (Studio Tronchet), Papillon, François Tuefferd, G. La Tour, Blanc & Demilly, George Besson.
- 7. Le poisson. Texte de Marius Mermillon. Photographies de Gunnard Lundh, André Steiner, Le Boyer, Papillon, Sougez, Dumas-Satigny.
- 8. Le pain. Texte de Francis Jourdain. Photographies de George Besson, Le Boyer, Papillon, Nora Dumas, Sougez, Gaston Braun, Studio Tronchet, Jacques Prévières, André Steiner.
- 9. Les fruits. Texte de Jean-Louis Vaudoyer. Photographies de Blanc & Demilly, Sougez, Dumas Satigny, Papillon, Van de Poll, Pierre Boucher, Féher, George Besson, P. Schulz, G. Hase, Studio Tronchet, Docteur Paul Wolff.